# Žigulovské

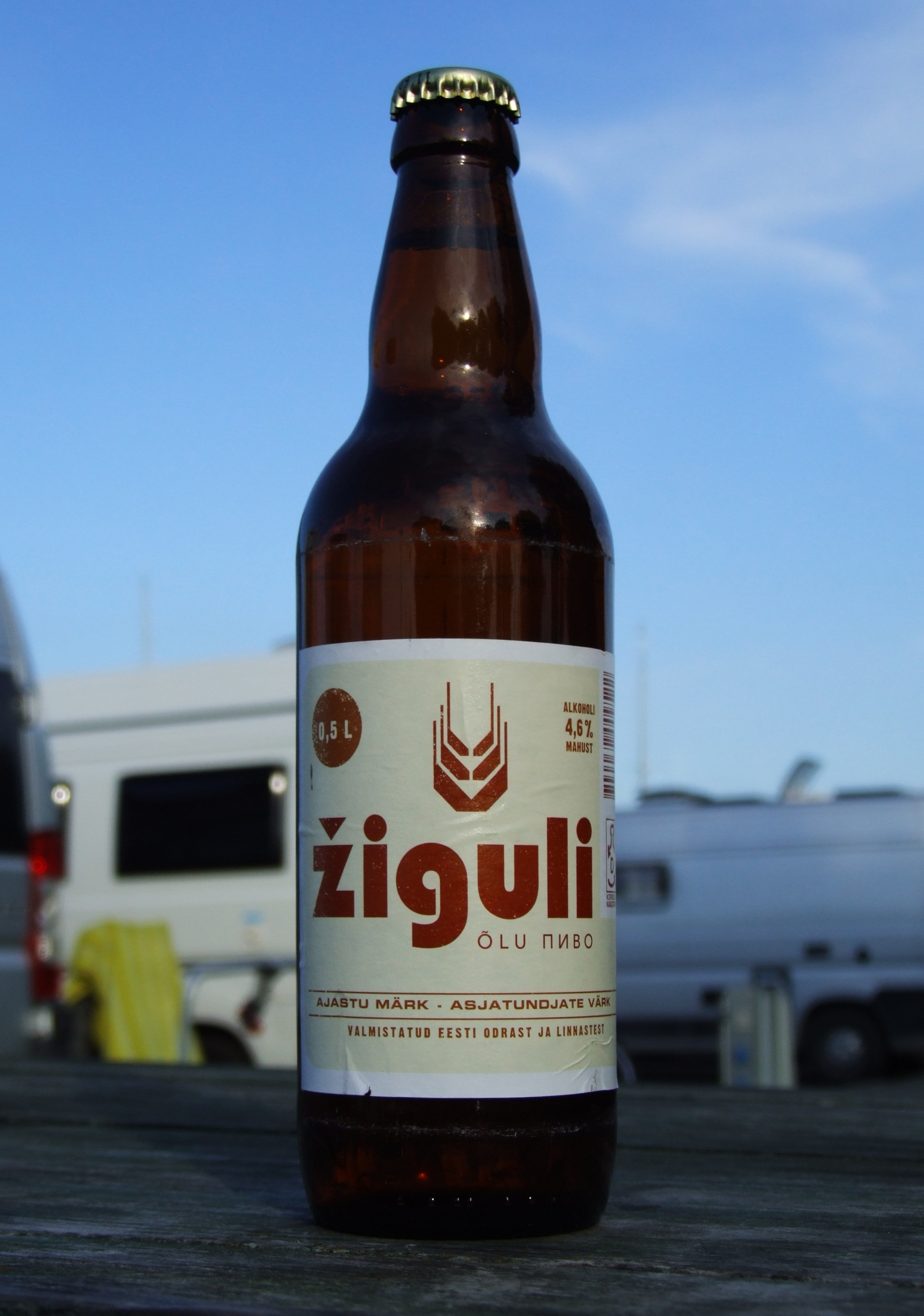
Lahev žigulovského z Estonska

Žigulovské (rusky «Жигулёвское», zkráceně Žiguli) je značka ruského piva, vyráběná převážně v Samaře.

## Historie

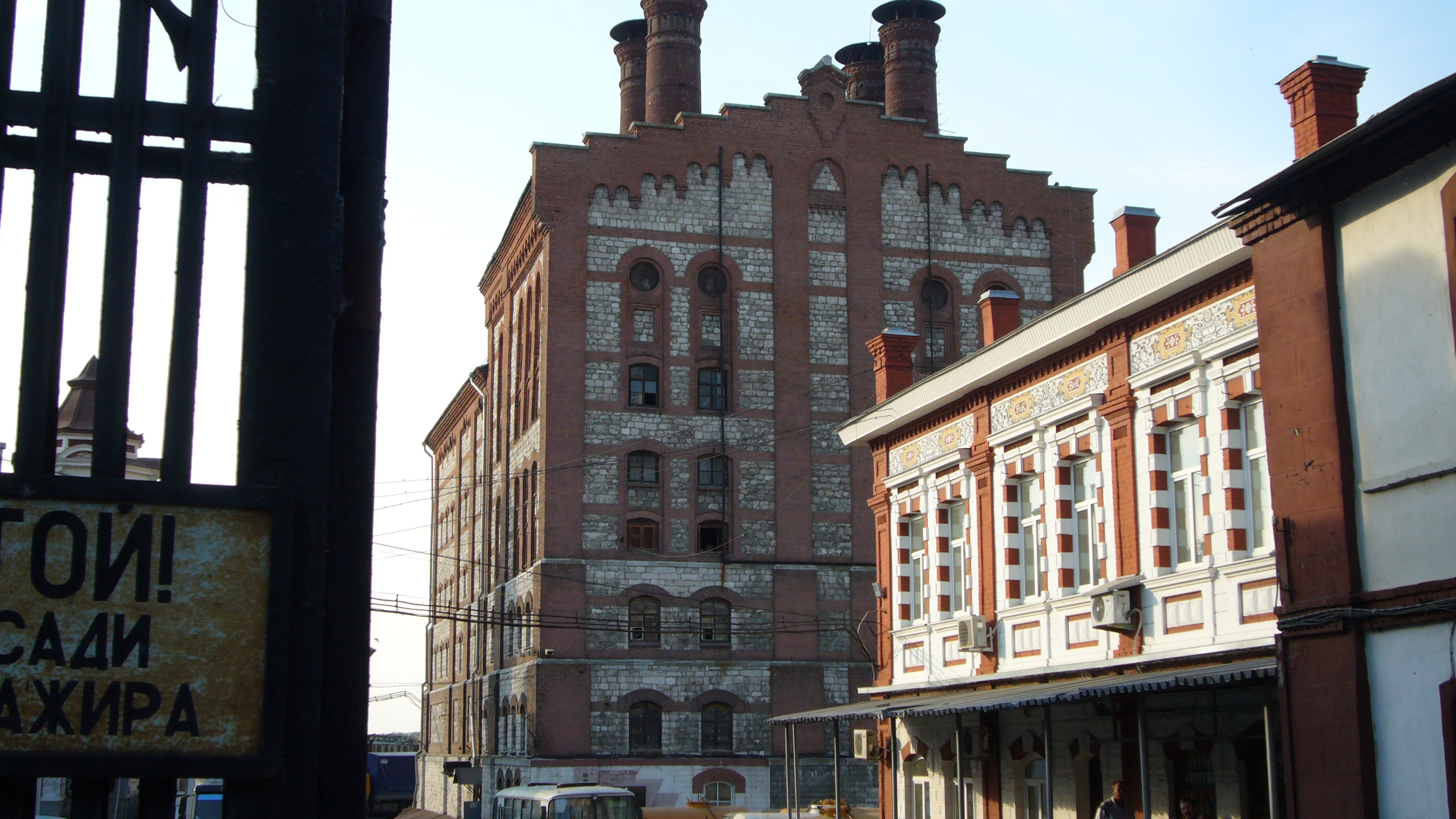
Pivovar v Samaře

V roce 1881 začal v Samaře rakouský šlechtic Alfred von Vacano vařit pivo «Венское» - typický vídeňský ležák s plnou nasládlou chutí a jantarovou barvou. Nápoj ruským konzumentům velmi zachutnal a stal se nejprodávanějším pivem v zemi. V roce 1934 došlo ke změně názvu - údajně poté, co pivovar navštívil Anastáz Ivanovič Mikojan a vyjádřil nespokojenost, že se nejlepší sovětské pivo jmenuje podle hlavního města buržoazního státu. Nové jméno bylo odvozeno od nedalekých Žigulovských vrchů (ty daly o třicet let později název i značce automobilů z nedalekého Togliatti). V osmdesátých letech tvořilo Žigulovské 80 % sovětské produkce piva a vyrábělo se v 735 závodech v celé zemi. Proto samarský pivovar neuspěl, když se na počátku ruského kapitalismu pokusil získat exkluzivní práva na tuto značku; soud opakovaně rozhodl, že "Žigulovské pivo" není ochranná známka, ale druh piva (jako třeba stout), který může vařit kdokoli.

## Charakteristika
Žigulovské pivo obsahuje přes 4 % alkoholu a podíl mladiny okolo 11 %. Energetická hodnota činí přibližně 42 kcal/100 gramů.

## Zajímavosti
O Žigulovském pivě se ve svých dílech zmiňují Ivan Bunin, Vladimir Vysockij, Venědikt Vasiljevič Jerofejev nebo Sergej Lukjaněnko.
Kolem roku 2000 se samarský pivovar pokusil prosadit se svým výrobkem na britský trh, ale neuspěl - údajně proto, že název "Žiguli" evokoval zákazníkům slovo "goolie", označující ve slangu varlata.